# Okręgi Martyniki

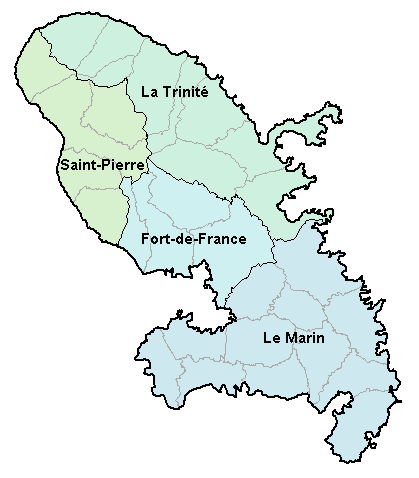
Okręgi Martyniki

Departament zamorski Martynika dzieli się na cztery okręgi. są to okręgi:
- Fort-de-France
- Marin
- Saint-Pierre
- La Trinité